# Amt Neustadt (Dosse)
Amt Neustadt (Dosse) – związek gmin w Niemczech, leżący w kraju związkowym Brandenburgia, w powiecie Ostprignitz-Ruppin. Jego siedziba znajduje się w mieście Neustadt (Dosse).
W jego skład wchodzi sześć gmin:
1. Breddin
2. Dreetz
3. Neustadt (Dosse)
4. Sieversdorf-Hohenofen
5. Stüdenitz-Schönermark
6. Zernitz-Lohm